# هايديماري كخ
هايديماري كُخ (بالألمانية: Heidemarie Koch)‏ (و. 1943  م) هي أستاذة جامعية ألمانية، ولدت في مرسيبورغ.